# Luca Ermenegildo Pasetto
Luca Ermenegildo Pasetto (ur. 17 września 1871 w Padwie, zm. 22 stycznia 1954 w Wenecji) – włoski duchowny katolicki, kapucyn, biskup tytularny Geras  w latach 1921 – 1937. W latach 1935 – 1950  sekretarz Kongregacji ds. Instytutów Życia Konsekrowanego i Stowarzyszeń Życia Apostolskiego. Od 1937 do 1950 arcybiskup tytularny Ikonium. W latach 1950 – 1954 tytularny łaciński patriarcha Aleksandrii.

## Życiorys
Święcenia kapłańskie otrzymał 10 października 1892 w zakonie kapucynów roku. 21 listopada 1921 roku papież Benedykt XV mianował go biskupem tytularnym Geras. Sakrę otrzymał 27 listopada tegoż roku z rąk kardynała Gennaro Granito Pignatelli di Belmonte. 20 grudnia 1935 został sekretarzem Kongregacji ds. Instytutów Życia Konsekrowanego i Stowarzyszeń Życia Apostolskiegourząd biskupa ordynariusza Pozzuoli. W 1937 przydzielono mu arcybiskupią stolicę tytularną Ikonium. W 1950 przestał piastować te obydwie funkcje. 11 listopada tegoż roku został mianowany tytularnym łacińskim patriarchą Aleksandrii. Był ostatnią osobą piastującą ten urząd, gdyż po jego śmierci w 1954 pozostawał on nieobsadzony, aż do całkowitego zniesienia w 1964 roku.